# Christian Strong
Christian Strong (* 29. März 1995 in Brampton, Ontario) ist ein kanadisch-britischer American-Football-Spieler auf der Position des Quarterbacks.

## Werdegang
Strong in Kanada und den USA ausgebildet
Strong begann im Alter von fünf Jahren mit Pop Warner Football in Florida. Später zog seine Familie mit ihm zurück nach Kanada, wo er für die Brampton Bulldogs in der Ontario Varsity Football League (OVFL) spielte. In der Saison 2010 führte er die Bulldogs in der U17-Kategorie zum Provinzmeistertitel. Dabei wurde er sowohl als wertvollster Spieler des Finals (MVP) als auch als Conference MVP ausgezeichnet. Darüber hinaus wurde er in das OVFL All-Star Team berufen. Auch 2011 wurde er zum OVFL All-Star gewählt. Für sein Senior-Jahr schloss er sich der Countryside High School in Clearwater, Florida an. Während der Saison 2012 wurde ihm von der Florida High School Athletic Association (FHSAA) die Spielberechtigung entzogen, da er weder ein amerikanischer Staatsbürger war noch bei seiner Familie oder seinem gesetzlichen Vormund lebte.
Zur College-Saison 2013 wurde Strong von der Seton Hill University aus Greensburg, Pennsylvania rekrutiert. In seinem ersten Jahr setzte er als sogenannter Redshirt aus. 2014 wurde er für die letzten drei Saisonspiele zum Starter der Griffins ernannt. In den folgenden drei Jahren war er von Saisonbeginn an Stammspieler, ab 2016 auch als Kapitän. Dabei hatte Strong 13 Spiele mit mehr als 300 Passing Yards. Seine College-Karriere schloss er mit 9.395 Passing Yards für 62 Touchdowns bei 55 Interceptions ab.
Die ersten Jahre der Profi-Karriere in Australien und Deutschland
Im März 2018 stellte er seine athletischen Fertigkeiten zunächst an einem NFL Pro Day unter Beweis. Wenige Wochen später nahm er am CFL National Scouting Combine teil. Gemeinsam mit einem seiner Wide Receiver von den Seton Hill Griffins, Jarvis McClam, schloss er sich im Sommer 2018 den Brisbane Rhinos aus der Gridiron Queensland League an. Mit den Rhinos erreichte er den Sunbowl, das Endspiel um die Meisterschaft des australischen Bundesstaats. Dort unterlagen sie Griffith University Thunder. Strong wurde als MVP der Liga ausgezeichnet.
Kurz nach dem Jahreswechsel 2019 kontaktierte Strong den damaligen Head Coach der Düsseldorf Panther über Facebook und wurde tatsächlich nach einigen weiteren Gesprächen von dem Team für die GFL-Saison 2019 verpflichtet. Aufgrund seines britischen Passes zählte Strong in der German Football League (GFL) nicht als nordamerikanischer Importspieler. Mit den Panthern stieg Strong in die GFL 2 ab. An den Relegationsspielen hatte Strong aber nicht mehr teilgenommen. 2020 nahmen ihn die Hildesheim Invaders unter Vertrag, doch kam er aufgrund der pandemiebedingten Saisonabsage zu keinem Einsatz für das niedersächsische Team.
Zweifacher GFL All-Star bei den Crocodiles
Zur GFL-Saison 2021 wurde Strong von den Cologne Crocodiles verpflichtet. Er führte das Team in die GFL Playoffs, wo die Crocodiles im Viertelfinale ausschieden. Strong verzeichnete in insgesamt elf Spielen 3.470 Passing Yards, womit er die Liga in Passing Yards pro Spiel (315,5) anführte. Nach der Saison wurde Strong als GFL All-Star sowie als Team MVP ausgezeichnet. Auch in der Saison 2022 fungierte er als Quarterback bei den Cologne Crocodiles. Dabei spielte er erneut mit Jarvis McClam und Fardan Allen, seinen ehemaligen Teamkollegen von den Seton Hill Griffins, in einem Team. Nachdem Strong in den Jahren zuvor einige Interceptions verzeichnet hatte, verantwortete er in der regulären Saison nur fünf Interceptions. Strong führte die Crocodiles ins Halbfinale der GFL-Playoffs. Erneut wurde er in das GFL All-Star Team berufen.
Strong in der European League of Football
Für die Saison 2023 unterschrieb Strong einen Vertrag bei den Raiders Tirol aus der European League of Football (ELF). Damit wurde er der erste kanadische Quarterback der Liga. Trotz sechs von acht gewonnener Spiele trennten sich die Raiders noch in der laufenden Saison wieder von Strong.

## Statistiken
| Jahr                                       | Team               | Spiele | Passspiel | Passspiel | Passspiel | Passspiel | Passspiel | Passspiel | Passspiel | Passspiel | Laufspiel | Laufspiel | Laufspiel | Laufspiel |
| Jahr                                       | Team               | Spiele | Cmp       | Att       | Qte       | Yds       | Avg       | TD        | Int       | Rtg       | Att       | Yds       | Avg       | TD        |
| ------------------------------------------ | ------------------ | ------ | --------- | --------- | --------- | --------- | --------- | --------- | --------- | --------- | --------- | --------- | --------- | --------- |
| German Football League                     |                    |        |           |           |           |           |           |           |           |           |           |           |           |           |
| 2019                                       | Düsseldorf Panther | 11     | 205       | 0368      | 55,7 %    | 2061      | 10,5      | 13        | 21        | 058,93    | 16        | 0−48      | −3,0      | 0         |
| 2021                                       | Cologne Crocodiles | 10     | 231       | 0362      | 63,8 %    | 3185      | 13,8      | 32        | 14        | 105,27    | 24        | 0−51      | −2,1      | 2         |
| 2022                                       | Cologne Crocodiles | 09     | 235       | 0328      | 71,6 %    | 2816      | 12,0      | 33        | 05        | 124,75    | 21        | 0−82      | −3,9      | 4         |
| GFL Gesamt                                 | GFL Gesamt         | 30     | 671       | 1058      | 63,4 %    | 8062      | 12,0      | 78        | 40        | 095.51    | 61        | −181      | −3,0      | 6         |
| European League of Football                |                    |        |           |           |           |           |           |           |           |           |           |           |           |           |
| 2023                                       | Raiders Tirol      | 8      | 185       | 286       | 64,7 %    | 2126      | 7,4       | 17        | 7         | 96,58     | 18        | 25        | 1,4       | 0         |
| ELF Gesamt                                 | ELF Gesamt         | 8      | 185       | 286       | 64,7 %    | 2126      | 7,4       | 17        | 7         | 96,58     | 18        | 25        | 1,4       | 0         |
| Quellen: stats.gfl.info, sportsmetrics.com |                    |        |           |           |           |           |           |           |           |           |           |           |           |           |

## Privates
Strongs Vater war professioneller Golfer.